# Inseminør
En inseminør er en person, der foretager kunstig befrugtning af husdyr. Navnet inseminør er en fællesbetegnelse, som har erstattet udtryk som kvægavlsassistent. På Mors blev brugt betegnelsen "kunstigdyrlæge".
Inseminører kontrollerer for brunst og drægtighed og rådgiver landmanden. Inseminørens opgave er at sikre, at den kunstige sædoverførsel sker under passende omstændigheder og med sæd fra tyre og orner med særligt gode egenskaber.
Kvæginseminører er ansat af en kvægavlsforening, som råder over tyrestationer.